# NY Волка
NY Волка (лат. NY Lupi) — промежуточный поляр*, двойная катаклизмическая переменная звезда типа AM Геркулеса (XM) в созвездии Волка на расстоянии приблизительно 4148 световых лет (около 1272 парсеков) от Солнца. Видимая звёздная величина звезды — от +14,78m до +14,5m. Орбитальный период — около 0,411 суток (9,864 часа).

## Характеристики
Первый компонент — аккрецирующий белый карлик* спектрального класса DA:. Масса — не менее 0,5 солнечной.
Второй компонент — оранжевая звезда спектрального класса K, или K2*. Масса — в среднем около 0,595 солнечной*.